# Communauté libertaire

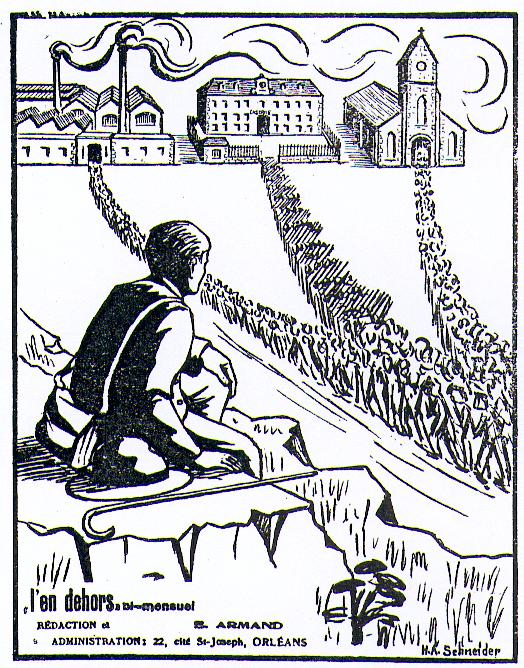
Une affiche de L’En-dehors pour les milieux libres.

Une communauté libertaire ou colonie libertaire ou milieux libres ou colonie communiste est une communauté intentionnelle d'inspiration libertaire plus ou moins durable, plus ou moins organisée, centrée autour de l'autogestion, de la maîtrise du travail social, de l'épanouissement personnel, de valeurs morales.
L'objectif en est, principalement, d'expérimenter, dans des groupes plus ou moins vastes, des rapports sociaux antiautoritaires dégagés des contraintes de l'État voire du capitalisme, notamment en matière de liberté sexuelle.
Des personnalités comme Pierre Kropotkine mettent en garde contre ces « îlots libertaires » voués, selon eux, à l’échec, car, dans la société actuelle, « tout s’enchaîne » et « il est impossible à toute tentative, si isolée soit-elle, de se soustraire complètement à sa funeste action » (La Révolte, 4 mars 1893).
Au XXe siècle, selon l’historien Ronald Creagh, c’est en 1966 qu’apparait aux États-Unis le concept des communautés intentionnelles et que des jeunes adultes font le choix d’un mode de vie alternatif.
En 2019, le sociologue Michel Lallement classe les nouvelles communautés intentionnelles des années 1960 « en trois catégories : libertaire, identitaire (sous la férule d’un leader charismatique) et sociétaire (apparentées à des petites sociétés). Elles s’imprègnent des valeurs pacifistes, du culte de la nature, des idéaux socialiste et anarchiste. Ces contre-cultures assimilent plus vite qu’ailleurs les revendications issues de mouvements féministes, antiracistes, environnementaux, ou encore de défense de la cause animale. Les communautés décrites expérimentent les principes d’égalité et de liberté concrètement, au jour le jour. »

## Historique
Les racines théoriques sont à rechercher dans les écrits de Robert Owen et Charles Fourier.
La première communauté qualifiée de libertaire serait Libertalia, fondée à la fin du XVIIe siècle sur l'île de Madagascar et qui aurait existé pendant environ vingt-cinq ans.
Selon l'historien Ronald Creagh, il y aurait eu deux phases dans le développement des communautés libertaires, l’une avant 1860, l’autre après 1960. Entre les deux : des « coopératives socialistes » et des bases de repli que créent les immigrants, les mutuellistes, les anarchistes persécutés.
Après les événements de Mai 68, une nouvelle vague de communautés verra le jour. Elles sont caractérisées par un rejet de la société de consommation, des modes de vie basés sur des pratiques d'autogestion. Elles se vivent comme une alternative libertaire à la société globale.

## Activités
Ces colonies peuvent abriter des cafés alternatifs, des jardins communautaires, des magasins gratuits, des volxküchen, des bibliothèques, des expositions, des concerts, des cinémas libres, des réunions de militants ou d'autres activités culturelles ou sociales qui ont comme point commun d'être à but non lucratif, fonctionnant souvent sur donations et de se penser comme tiers-lieu. Certaines communautés se veulent de véritables laboratoires de l'utopie, d'autres sont des refuges en période de répression ou de crise sociale. Elles sont présentes dans différents pays du continent européen, parfois dans des squats, parfois dans des établissements loués légalement.

« Beaucoup de centres sociaux sont des bâtiments abandonnés — hangars, usines, complexes militaires, écoles — qui ont été occupés par des squatteurs et sont devenus des centres politiques et culturels, en se libérant du marché et du contrôle de l'état »

— Naomi Klein.
La communauté a souvent pour but de fonctionner selon des principes de prise de décision par consensus, sans hiérarchie. Des réunions plénières s'y tiennent régulièrement pour organiser la vie dans la communauté. Elle incorpore parfois des idées à tendance anarchoféministe voire queer, antispécistes et/ou antifascistes, et se considère souvent comme safe space contre les différentes discriminations. En Allemagne, les volxküchen sont majoritairement végétalienne et il n'est pas rare dans les milieux libertaires d'avoir des activités réservées aux femmes, aux femmes lesbiennes ou queers et aux transgenres.

## Liste de communauté par pays dans l'histoire

### Amérique latine

#### 1840
- Falansterio de Oliveira, Palmitar (Santa Caterina, Brésil, 1841-1844), par le français Benoît Jules Mure
- Falansterio del Palmitar ou Unión Industrial del Sahy, Baie de Babitonga (Santa Caterina, Brésil, 1841-1847)
- une expérience au Guatémala[Laquelle ?] (1843)
- une expérience au Vénézuéla[Laquelle ?] (1844)
- Sociedad comunista, avec Juan de la Rosa Bravo, Tesechoacán (Vera Cruz, Mexique)
- Falansterio El Esfuerzo, à Aguascalientes (Mexique), avec José María Chavez
- Falansterio, à Chillán (Chili, 1850c)
- Colonia Los Buenos Amigos (Pérou, 1853)
- Nouvelle Grenade, (actuelle Colombie, 1853-1855), communauté agraire, avec Élisée Reclus
- Colonia San José, (1857), en Argentine, avec Alexis Peyret
- la Escuela de la razón y del socialismo, à Chalco (Mexique, 1865), avec Plotino Rhodakanaty (1828c-))

#### 1880
- Métropole socialiste d’Occident ou Topolobampo-Pacific City[8],[9], à Topolobampo (Sinaloa, Mexique) (1881, ou 1886-1895), avec Albert Kimsey Owen (1848-1916 env.)
- Colonie, à Buenos Aires (Argentine), (1884-1885), avec le Belge Gérard Germbo
- Communauté anarchiste, (Brésil), (1880 ?), avec le Belge Jules Moineau
- la Comunità di Ceramisti, (Sao Paulo, Brésil)
- Colônia Cecília (Parana, Brésil) (1890-1894), fondée par des anarchistes italiens (Rossi, issu de la coopérative Citadella en Italie), commencée avec 40 membres sur 300 hectares, mais fermée par le gouvernement brésilien
- New Australia (Nueva Australia) puis Cosme au Paraguay (1894), avec William Lane (1861-1917)
- Cosmos de Guararema (province de São Paulo, entre Mojidas Cruzes et Jacarei)
- commune libertaire insulaire, au Paraguay, avec Jorge Guillermo Borges (1874-1938) et Macedonio Fernandez (1874-1952)
- Cosmos, à Guaramera (province de São Paulo, entre Mojidas Cruzes et Jacarei, Brésil) (1888-1937c), communauté anarchiste créée, baie de Babitonga, près des sites des anciens phalanstères d’Oliveira et du Sahy, avec Arturo Campagnoli (?-1944)

#### 1900
- colonie agro-industrielle, en Argentine (1902-), du Grupo Colonizator Tierra y Libertad de Buenos Aires et de Rosario
- diverses colonies libertaires en Argentine, dont Mauricio (province de Buenos Aires), Narcisse Leven (pampa), Moises-Ville à Entre-Rios et Charata (Chaco)
- environ 25 tentatives (Chili, 1903-1908)
  - Colonia comunista, Cerro San Cristóbal (Santiago (Calle Pío Nono)), Chili, 1903)
  - Colonia tolstoyana - Colonie tolstoïenne, (Chili, 1905)
- Colonia d’Erebango (État de Rio Grande do Sul, Brésil, 1905?-1935?)
- Colonia libertaria (La Frontera, Brésil, 1905-?)
- Núcleo de Mauá (Serra de Mantiqueira, État de São Paulo, Brésil, 1908-)
- colonie amazonienne (Brésil), avec Paul Marcel Berthelot (1881-1910)
- colonie de Guantánamo (Cuba, 1910c-1948?), avec l'narchiste Campos
- colonie communautaire, à Paranecito (île du Paraña, Argentine, 1912c puis 1926-1948))

#### 1920
- Mastatal, colonie anarchiste individualiste, vers Parrita (Costa Rica)[10], avec Charles Simoneau (Pratt) (1883-) et Renée Baillard. Léon Rodriguez, membre de la bande à Bonnot y participa en 1934[11].
  - Granja Far Away, dissidence (1926-)
- Gloria Community, colonie anarchiste individualiste, (Cuba, 1924-)
- colonie (Arroyo Frio, Moca, Saint-Domingue, 1929-), avec Heinrich Goldberg, dit Filareto Kavernido (1880-1933)
- Colonia Var(p)a, communiste-anarchiste, (Sao Paulo, Brésil, 1932-)
- diverses communautés ou coopératives en Uruguay (1930-1940), dont
- Cooperativa Agrícola Industrial, avec Luis Alberto Gallegos Beto (1921-), et Lopez Lombardero Lomba
- Nossa Chácara à Itaim (Brésil, 1939?-1964), avec Germinal Leuenroth, Virgilio Dall’Oca

#### 1950
- coopérative libertaire Lanera (Argentine, 1960c)
- Comunidad del Sur (Uruguay puis Suède,
- Federación Uruguaya de Cooperativas de Vivienda por Ayuda Mutua (Uruguay, 1960?)
- communauté agraire A nossa chácara (São Paulo, Brésil, 1960?-1969)

#### 1970
- Los Horcones  communauté intentionnelle se définissant comme la « seule vraie communauté Walden Two existante »(Mexique, 1973-)[12]

### Amérique du Nord

#### 1820
- New Harmony (Indiana) (1825-1829)
  - Macluria (1826), dissidence
  - Feiba-Pelevi (1826), dissidence
- Yellow Springs (Ohio) (1825-), 100 familles
- Blue Spring (Indiana) (1826), 27 familles
- Kendall (Ohio) (1826), Friendly association for mutual interest (FAMI) -Kendall, 50 colons
- FAMI-Valley Forge (Pennsylvanie) (1826)
- Franklin-Haverstraw (New-York) (1826)
- Communauté de Nashoba (en) (Tennessee) (1826-1830)
- Communauté Maxwell (Canada) (1828-1829), terminée par un incendie

#### 1840
- Brook Farm (Massachusetts) (1841-1846/47), avec George Ripley (et Nathaniel Hawthorne, Margaret Fuller, Marianne Dwight, Ralph Waldo Emerson, Robert Gould Shaw...)
- Equality (Wisconsin) (1843), communauté de Hunt
- Promisewell (Society of One-mentions) (Pennsylvanie) (1843)
- North American Phalanx (en) (New-Jersey, 1843-1930c), d'Albert Brisbane
  - Goose Pond (Pennsylvanie) (1843), dissidence de Promisewell[réf. nécessaire]
- Utopia fondée dans l'Ohio en 1844. Fouriérisme
- Fruitlands (Harvard, Massachusetts, 1844-?), communauté coopérative végétarienne (Charles Lane et Amos Bronson Alcott)
- Icarie (Louisiane, Texas) (1847), fouriériste

#### 1850
- La communauté socialiste des Temps modernes (the Socialist Community of Modern Time), anarchiste individualiste de (Josiah Warren et Stephen Pearl Andrews), (Long Island, New York, 1851-1854)1. Anarchisme individualiste
- Raritan Bay Union (en) (New-Jersey, 1853-1860)
- Le phalanstère La Réunion (Dallas, Texas, 1853-1875), fondé, avec l'appui de Jean-Baptiste Godin, par le fouriériste français Victor Considérant, grande ferme (1 000 puis 5 000 ha)
- La communauté Réunion à Dallas, au Texas, en mai 1854

#### 1870

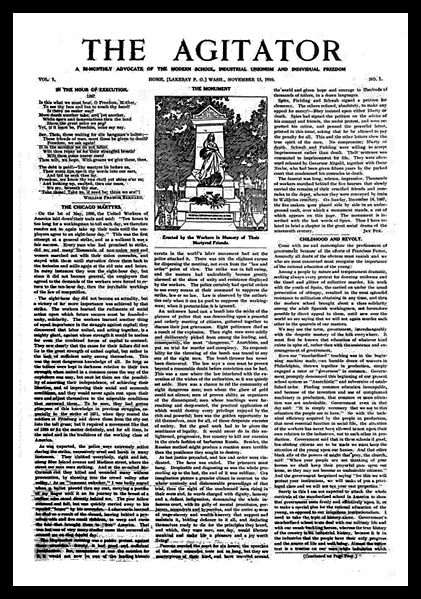

- Fountain Grove (vers Santa Rosa, Californie) (1875-1934). Libertaire, liberté sexuelle.
- Home Colony (en) (Washington) (1886-1919). Une cinquantaine de familles. Style individualiste anarchiste. Mais rayonnement à travers se publications : The Discontent, The demonstrator, The Agitator (1910-1912) (en), Jay Fox[13].
- Ruskin Colony (Tennessee) (1894-1899) (Ruskin Colony (en)).
- The Roycroft Movement (East Aurora, État de New-York) (1895). Créé par Elbert Hubbard. Coopérative plus que colonies libertaires (Roycroft Movement (en)).
- La Libre initiative (Paterson, New-Jersey), fin XIXe siècle.

#### 1900
- Golden Life (Minnesota) (1902 à 1903). Une poignée de communistes anarchistes.
- Home (vers Burley) (1899-1940). Près de 200 membres vers 1910.
- Colonie Ferrer de Stelton (Stelton, New Jersey) (1915). Anarchistes intellectuels. L’école Ferrer, très renommée, dure jusqu’en 1953. Elle s’inspire du Centre Ferrer (milieux libertaires du yiddishland) fondé à New York en 1911 (the Modern School of Stelton[14] et Ferrer School (en)).

#### 1930
- Sunrise Co-operative farm community (Saginaw Valley, Michigan, 1933-1938). Lié au mouvement yiddish, et notamment à la Freie Arbeiter Stimme. Intègre des anarchistes juifs, italiens, espagnols et quelques autochtones.
- School of Living (Comté de Rockland, New York) (1934-1935). Fondée par Ralph Borsodi (en) et Mildred Loomis. Anarchisme et idées de révolution verte (1940), agriculture biologique. Environ 20 familles. Borsodi invente, avec des disciples de Gandhi, la notion de Community Land Trust.

#### 1960
- Twin Oaks, écovillage fondé en 1967 dans le comté de Louisa en Virginie, membre de la Federation of Egalitarian Communities (en).

### Europe

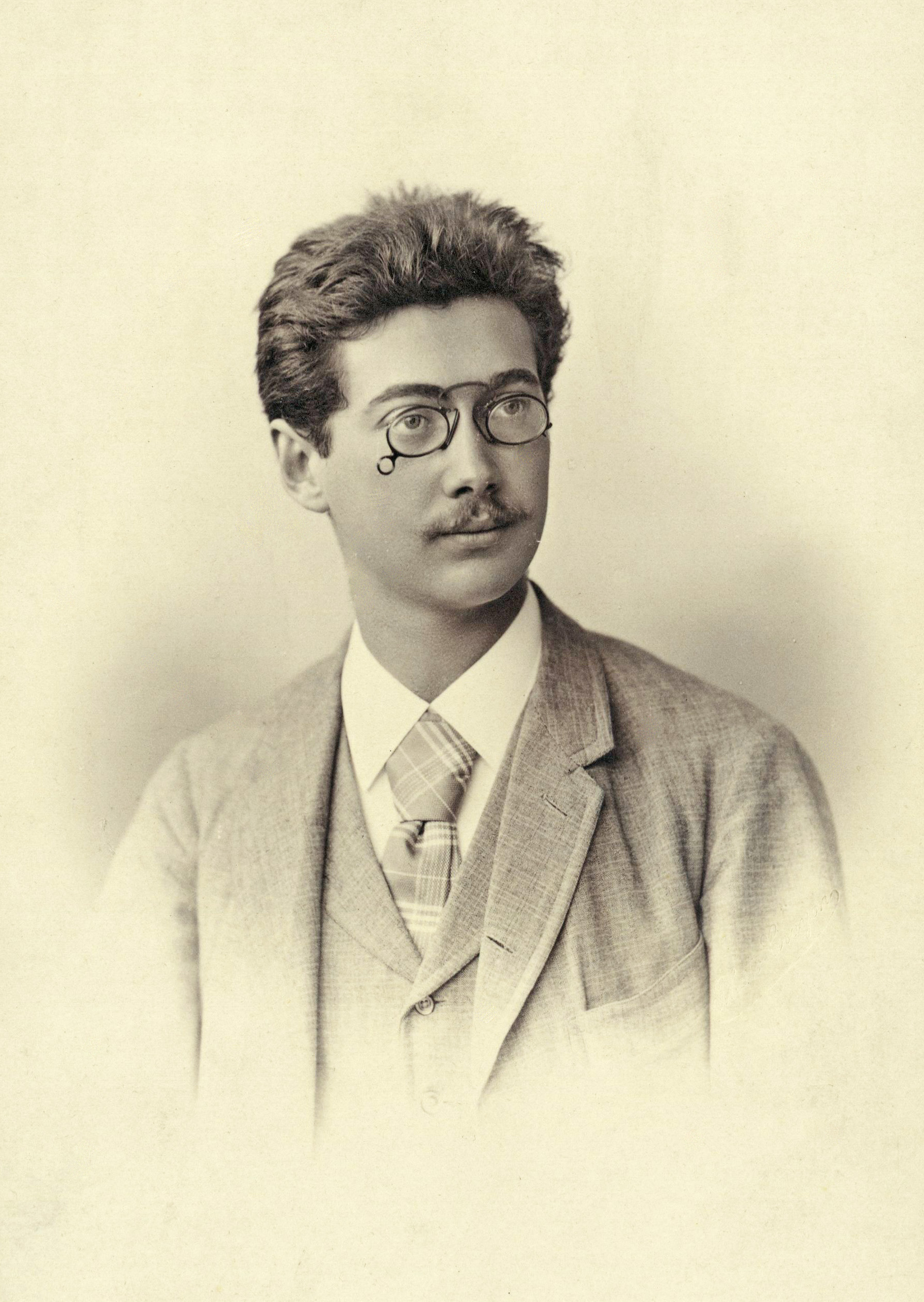
Gustav Landauer en 1892

#### Allemagne
- 1900-1904, dans le quartier Schlachtensee de Berlin, la Neue Gemeinschaft (de) (Nouvelle Communauté) se définit comme comnuniste libertaire. Elle réunit, notamment les frères Heinrich Hart et Julius Hart, Gustav Landauer ainsi que des réformateurs, des anarchistes et des artistes politiquement actifs[15].
- 1909-1912. Le groupe communautaire Tat fut fondé le 19 mai 1909. Il réunit une dizaine de jeunes étudiants, comme Franz Jung, Georg Schrimpf, auxquels s'était joint un nombre à peu près égal de jeunes ouvriers dont le futur peintre Oskar Maria Graf à l'époque garçon boulanger[16].
- 1967-1969, à Berlin-Ouest, la Kommune 1 d'inspiration libertaire est animée par des principes antiautoritaires et hédonistes, dans la droite ligne des manifestations étudiantes de 1968 et de l'opposition extra-parlementaire allemande, l'une des vitrines médiatisées de la contre-culture ouest-berlinoise[17],[18].

#### Belgique

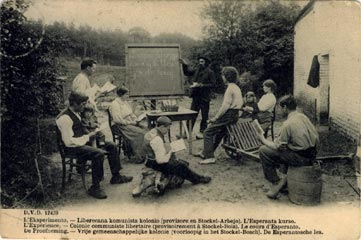
La colonie communiste libertaire, L'Expérience.

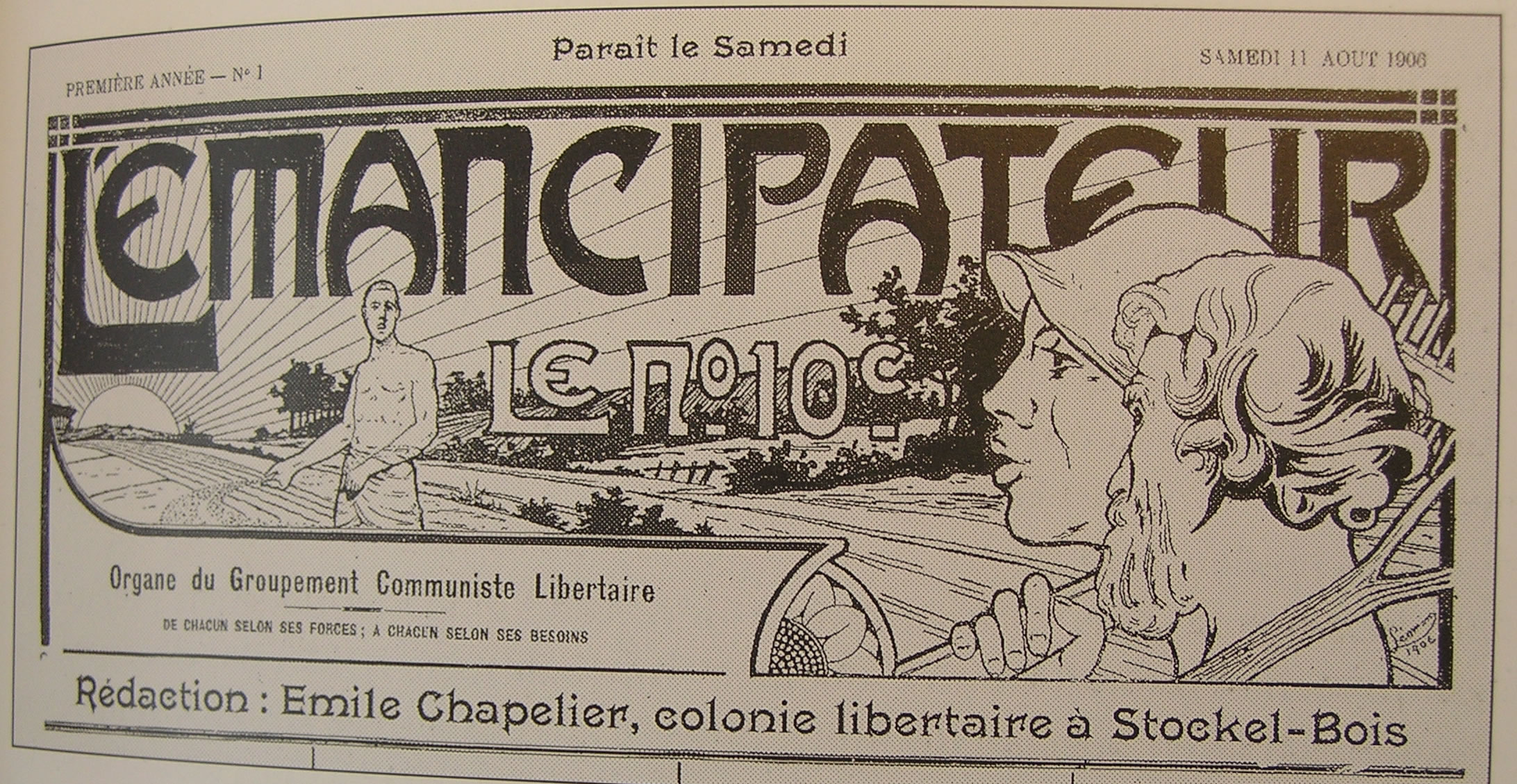
L’Émancipateur, 11 août 1906.

- 1905-1908. La colonie communiste libertaire L’Expérience à Stockel, puis Boitsfort (Bruxelles) est fondée par Émile Chapelier (beau-frère de Joseph Jacquemotte) et sa compagne Marie David[19]. Elle compte de cinq à quinze personnes. Se voulant une alternative à la propagande par le fait par la « propagande par l’exemple ». Victor Serge, Jean De Boë et le militant espérantiste Eugène Gaspard Marin, y ont notamment séjourné[20],[21]. La colonie est la section bruxelloise du Groupement Communiste Libertaire fondé le 25 juillet 1905 en vue de structurer le mouvement afin de mener une action commune et une propagande soutenue. Vitrine de l'anarchisme, la colonie est ouverte le dimanche aux visiteurs, des conférences et des pièces de théâtre y sont données. La communauté édite de nombreuses brochures dans sa collection Bibliothèque de la Colonie communiste libertaire l’Expérience dont Ayons peu d’enfants ! Pourquoi ? Comment ? (Émile Chapelier), rééditée à 60 000 exemplaires en 1909. Le 11 août 1906, elle publie le premier numéro de l'hebdomadaire L'Émancipateur. Ses thèmes de prédilection : l'égalité homme/femme, l’amour libre, la contraception, le néomalthusianisme, l'espéranto[22].
- 1973. Libertaire et coopératif, le quartier de La Baraque à Louvain-la-Neuve (Belgique) s'inscrit dans une démarche de développement durable.
- 1992. Création à Gand (Belgique) de la Communauté Économique Anarchiste (Anarchist Economic Community)[23].

#### Danemark
- 1971. La communauté de Christiania fonctionne en autogestion, en grande partie influencée par la pensée anarchiste[24].

#### France

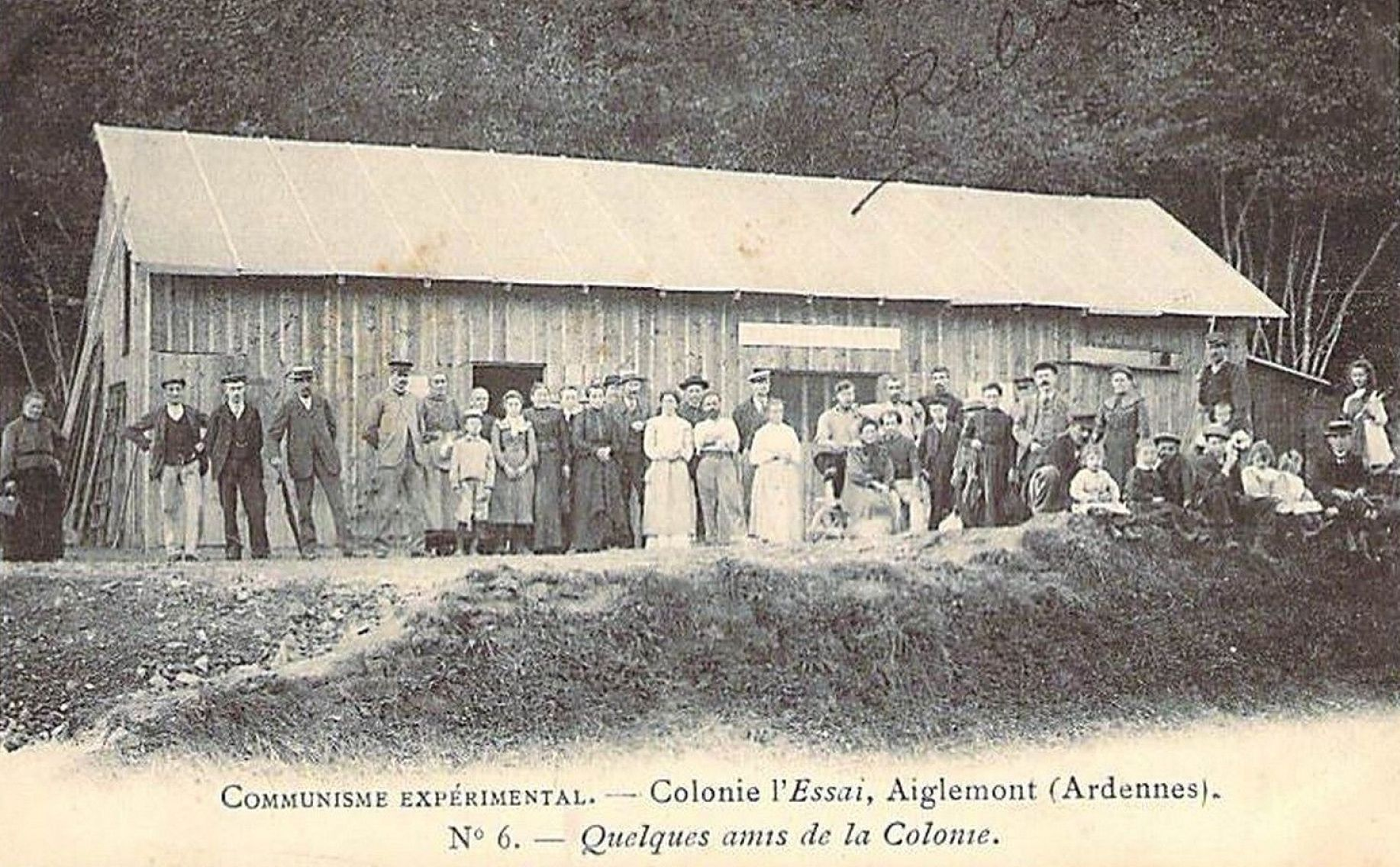
Communisme expérimental : colonie L'Essai à Aiglemont (1903-1909).

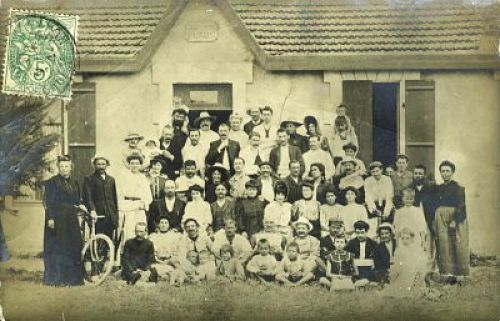
Libertaire-Plage en 1905 à Châtelaillon-Plage.

##### avant 1870
- La Colonie à Condé-sur-Vesgre, dans les Yvelines, en 1832 selon les idées de Charles Fourier et toujours active de nos jours
- 1835-1838, La Croix-Rousse (Lyon), commerce social véridique, mutualiste, avec Michel Marie Derrion.
- tentative de colonie socialiste à Saint-Just (Haute-loire).
- 1844-1848, Pierre Leroux, son frère et la communauté des « imprimeux » à Boussac dans la Creuse[25]

##### 1870-1899
- 1892-1894. La Commune anarchiste de Montreuil-sur-Seine. Liée au mouvement des Universités Populaires, elle est démantelée par la police en 1894. Elle se revendique « communiste anarchiste » et a été soutenue par Elisée Reclus[26],[27].
- 1896. Jean Maitron évoque l’appel à la constitution d’une Société Anarchiste expérimentale paru dans le numéro 45 de La Sociale.
- Le 8 juillet 1898, une colonie libertaire est fondée à Paris à l'initiative de Georges Butaud.
- 1898. Projet de Colonie libre de solidarité fraternelle sur une cinquantaine d’hectares à Méry-sur-Oise, soutenue par Le Père Peinard.
- 1899. Tentative de Colonie à Saint-Symphorien-d'Ozon (Isère) par Georges Butaud (1868-1926).

##### 1900-1914
- En 1902, est constituée une Société pour la création et le développement d'un milieu libre en France animée notamment par Élisée Reclus, Jehan Rictus, Lucien Descaves, Maurice Donnay, Henri Zisly, Émile Armand, Paraf-Javal, Georges Butaud ou Georges Deherme[28] Le but unique de l'association, selon la feuille-programme est de « Tenter une expérience de communisme libre »[29]. Des conférences sont organisées, des encarts publiés dans la presse libertaire afin de promouvoir la création concrète d'un milieu libre. Grâce à cet activisme, ils sont environ 250 co-sociétaires à la fin de 1902, 400 en 1903[30].
- 1902-1907. Le Milieu libre de Vaux ou La Clairière de Vaux (Essômes-sur-Marne, Aisne). Il serait le « premier milieu libre » anarchiste français, et le seul non éphémère (selon Tony Legendre). Il est animé par Georges Butaud et Sophia Zaïkowska[31]. Il comptera au total une vingtaine ou trentaine de volontaires. Son influence sera grande. Il est soutenu par la Société pour la création et le développement d'un milieu libre en France et par des anarchistes célèbres : Élisée Reclus, Jehan Rictus, Lucien Descaves, Maurice Donnay, Henri Zisly, Émile Armand, etc. Dissoute en 1907[32].
- 1902-1908 : Colonie anarchiste ou Communauté parisienne autour d'Albert Libertad puis du journal L'Anarchie, liée à une communauté appelée La Nature pour tous, puis Société de Vacances Populaires - Le rayon de soleil à Châtelaillon-Plage en Charente Maritime. « C’est un lieu de production, un lieu de villégiature et une première forme de camping sur une « plage libertaire. » (Michel Antony).
- 1903-1909 : L’Essai d’Aiglemont (Ardennes), communiste libertaire. Rôle du fils de communard, Jean-Charles Fortuné Henry (frère d'Émile Henry)[33]. La colonie a compté une petite vingtaine de colons, dont André Mounier[34],[35]. Soutenue par la Fédération des travailleurs socialistes des Ardennes, la CGT locale, des anarchistes connus (Louis Matha, Paul Robin, Sébastien Faure, Victor Serge), également Anatole France[36],[37]. L'écrivain ouvrier ardennais Théophile Malicet raconte l'histoire de cette colonie libertaire d'Aiglemont[38].
- 1904 : Milieu libre aux Hautes-Rivières (Ardennes). Il ne dure que deux mois.
- 1904-1917. La Ruche (école) de Sébastien Faure à Rambouillet est un milieu libre éducatif et solidaire.
- 1905-1908. Libertaire-Plage, colonie de vacances libertaires, pour adultes et enfants, fondée le 1er juin 1905, à Châtelaillon-Plage en Charente-Maritime.
- 1905. Milieu libre communiste libertaire de Gisly (Somme, vers Amiens). Une poignée de colons.
- 1905-1914. Milieu libre lié au journal L'Anarchie, à Paris et Romainville.
- 1906-1907. Milieu libre de Ciorfoli (Cognocoli-Monticchi, Corse). Fondé par six colons (trois hommes, deux femmes et un enfant). Conseillé par Jean-Charles Fortuné Henry. Accueilli sur les terres du socialiste Louis Costa.
- 1906-1907 : Colonie de La Rize (Rhône, vers Lyon). Coopérative. Mais clivage entre les anciens et les libertaires.

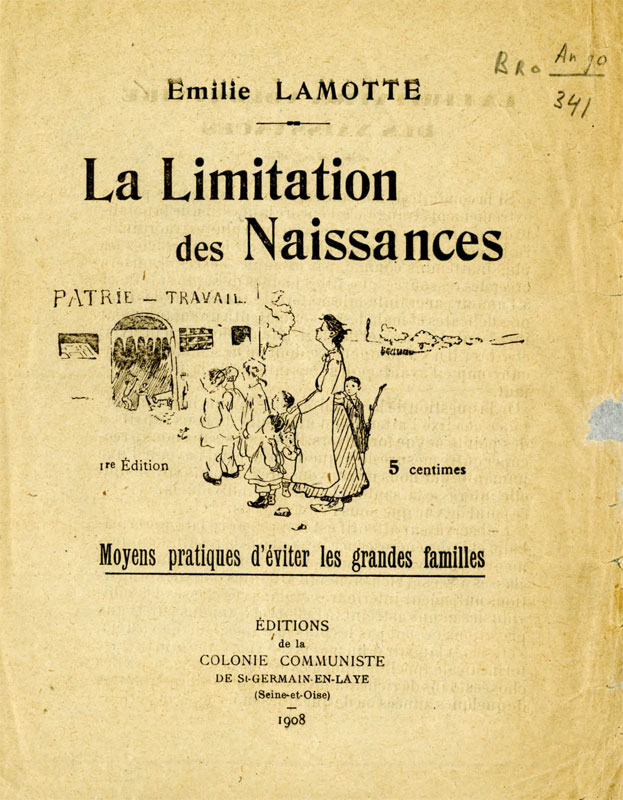
Émilie Lamotte, La Limitation des naissances, 1908, Éditions de la colonie communiste de Saint-Germain-en-Laye.

- 1906-1908 : Colonie libertaire de Saint-Germain-en-Laye, individualiste libertaire. Parmi les fondateurs, Émilie Lamotte, Ernest Girault et André Lorulot (végétarien naturiste) qui popularise l’expérience[39],[40]
- 1908-1911 : Phalanstère du Clos-des-Brunes (Haute-Vienne).
- Vers 1910-1912 : Milieu libre de Pavillons-sous-Bois (Seine-Saint-Denis). Animé par les frères Rimbault. Compte parmi ses membres Octave Garnier (futur allié de Jules Bonnot).
- 1910 : Cité communiste de Bezons (Seine-et-Oise) fondé par Ernest Giault dans un immeuble qu’il possède.
- 1910-1911 : L’Entraide (Paris). Coopérative liée à la coopérative anarcho-syndicaliste cégétiste Le Cinéma du peuple.
- 1911-1912 et 1914 (voire jusqu’aux années 1950 ?) : colonie communiste libertaire de Bascon (Aisne, près de Château-Thierry) initiée par Georges Butaud et Sophia Zaïkowska[41],[42],[43]. Louis Rimbault rejoint l'expérience[44]. C’est la 3e tentative du couple Georges Butaud et Sophia Zaïkowska. Devient Colonie « naturiste et végétalienne » (1914-1931). Puis Colonie végétarienne de vacances. En 1920 s’ajoute une « Société Coopérative pour la mise en état des terres incultes » (10 à 20 personnes). Nombreux visiteurs (dont la danseuse Isadora Duncan).
- 1912 : Colonie anarchiste de Choisy-le-Roi (Val-de-Marne), dite Le Nid rouge, liée à la Bande à Bonnot.
- 1912-1914 : Projet de colonie de communisme pratique Le Libertaire à Épinay-sur-Orge (Essonne). Il est évoqué encore en 1914.
- 1913-1914 : Milieu libre de la Pie au 59 bis quai de la Pie[45] à Saint-Maur-des-Fossés (Seine, actuel Val-de-Marne) sans doute aussi appelé Le Phalanstère de Saint-Maur. C’est la 5e tentative de Georges Butaud et Sophia Zaïkowska qui éditent La Vie anarchiste. « Pour le lancer, Butaud avait fondé la Société des Milieux libres de la banlieue de Paris. L’ensemble est assez vaste pour la périphérie parisienne : immeuble de 6 000 m2, chalets indépendants, terrain comprenant jardin, verger et bois… » (Michel Antony).
- 1913 : projets de Milieu Libre à Boulogne-Billancourt, à Saint-Ouen, de Colonie d’éducation et d’action communistes (Le nid) à Paris dans le XXe arrondissement, en lien avec la Société des Milieux libres de la banlieue de Paris.

##### 1915-1930
- Vers 1913 ou 1920 : Milieu libre à Vèdre.
- 1922 : Nouveau projet de Georges Butaud, sans doute une Communauté végétalienne (?), en Corse.
- De 1922 à 1935 : L’Intégrale (Puch-d'Agenais, Lot-et-Garonne), animée par Victor Coissac. Qualifiée de « Colonie semi-libertaire » et de « communisme patriarcal ».
- 1923-1949 : Coopérative Terre Libérée (Le Pin, près de Luynes, Indre-et-Loire), sur près de 10 ha Elle est animée par Louis Rimbault, ancien de Bascon et de la Bande à Bonnot. Esprit végétalien, non-violence, le retour à la terre. Le journal Le Néo-Naturien le soutient mais pas Le Végétalien. « Cette vie respectueuse de la nature nous apparaît comme une anticipation forte d’une volonté écologiste conséquente. Ouverte sur l’extérieur, elle reçoit de très nombreux visiteurs : plus de 300 la première année, encore 200 en 1929. En 1926 la coopérative adhère à l’APA - Association Paysanne Anarchiste. Pendant la Seconde Guerre mondiale, elle abrite des réfugiés et est souvent en butte aux menaces des pétainistes et des FFI. Terre Libérée s’éteint la même année que la mort de son fondateur, en novembre 1949. » (Michel Antony).
- Années 1920 : Communauté de la Kaverno di Zarathoustra (Tourrettes-sur-Loup, près de Grasse) de tendance anarcho-individualiste et nietzschéenne.
- 1927-1929 : Communauté de la Kaverno di Zarathoustra autour de Heinrich Goldberg (alias Filareto Kavernido) à Ajaccio en Corse[46].
- 1923 : Foyer végétalien de Paris créé par Georges Butaud et Foyer végétalien de Nice (1924). Ce ne sont pas de réels milieux libres.
- Années 1920 ou 1930 : La Grande Famille (Chaumont, Haute-Loire) se veut un « village communiste » moderne.

##### 1930-1950
- 1931-1953 : la Colonie de Bascon se transforme en Colonie végétarienne de vacances.
- Années 1930 : Colonie de Liefra, liée à L’Intégrale. Elle prône le « collectivisme libertaire ».
- Fin années 1940 : La Communauté (Pouligny, Yonne) d’Émile Bachelet, ancien de la bande à Bonnot. Communauté semi-autarcique, auto-productive (miel, légumes, électricité). Expérience relatée par Michel Ragon.
- 1939-1967 : Colonia de Aymare-Colonie d’Aymare (Gourdon (Lot). Créée par des libertaires espagnols exilés en France (prête-nom pour l’achat Jean Roumilhac). Grande ferme de 120 ha achetée en 1939 en partie grâce aux fonds du SIA (Solidarité Internationale Antifasciste) et de la CNT. Autogestion et autosuffisance (potager, élevage, cueillettes), une radio libertaire. Abandonnée par la CNT en 1967[47],[48].
- Durant la Seconde Guerre mondiale : petite communauté en Ardèche autour de la famille Guibard.

##### 1960-1980
- 1969. Création de la communauté libertaire du Gouah-Du, à la Chapelle-Neuve, près de Locminé, dans le Morbihan[49].
- 1970 : Communauté libertaire de Villeneuve-du-Bosc, près de Foix (Ariège) fondée entre autres par Marc Saracino, animée et analysée par Pierre Méric[50].
- Années 1970 : Centre culturel et de villégiature anarchiste en Normandie, qui édite le journal ICO - Informations et Correspondances Ouvrières (vers 1972-1974) puis La Lanterne Noire (1974 à 1978).
- 1973-. Coopératives Longo Maï, communauté rurale autogérée d’inspiration libertaire[51].
- 1973. Communauté anarchiste du Moulin de Paris à Merlieux-et-Fouquerolles[52]. Depuis le milieu des années 1990, la communauté organise un Salon du livre libertaire et un forum social.
- 1974-. Les communautés de Jansiac (ou la nef des fous), dans les Alpes-de-Haute-Provence. Lieu affecté à l'expérimentation d'une société anarchiste par l'exploration de l'Utopie topique[53]. Décisions prises à l'unanimité exprimée, souhait d'autonomie économique à l'échelle du lieu.

##### 1980-2020
- Le Wagon, expérience politico-artistique, proche du mouvement punk, de 1997 à 2004 à Saint Brieuc
- Le Transfo[54], squat d'habitation et d'activités à Bagnolet, ouvert de 2012 à 2014 proche des mouvances autonomes

#### Grande-Bretagne
L'influence de Tolstoï sera grande à la fin du XIXe siècle, notamment dans l’association Fellowship of the New Life réunissant artistes, anarchistes, et chrétiens non-violents (églises de la Fraternité, Brotherhood Trust).
Les deux principales expérimentations britanniques fin XIXe siècle (surtout influencées par Kropotkine et Robert Owen) sont :
- Clousden Hill Free (Communist and Cooperative Colony) (vers Newcastle, Forest Hall, Nortumberland) (1895-1902). Communisme agraire autosuffisant, une trentaine de membres de diverses nationalités (anglais, danois, allemands, tchèques). Ce serait la véritable « première commune anarchiste britannique » (Mark Bevir).
- Communauté (colony) de Norton Hall (Sheffield, Derbyshire) (1896-1900). Jardinage. Influence du poète écologiste Edward Carpenter.

Les communautés tolstoïennes britanniques sont nombreuses :
- Croydon Brotherhood (Fraternité) : 1re expérience tolstoïenne lancée par le Fond de la Fraternité (Brotherhood Trust) (1894).
- Purleigh colony (Essex) (1896). Maximum de 90 membres (agriculteurs et artisans). "Dès 1899, cette colonie permet à Kenworthy de publier son journal New Order qui devient le principal organe de l’utopisme tolstoïen dans les îles britanniques."
- Essex : Arshingdon Colony (Essex) et Wickford colony (Essex).
- Hampshire : Blackburn Brotherhood (vers Leeds) (atelier d’électricité), Christchurch colony, Brotherhood Workshop (1897, Leeds).
- Colonie tolstoïenne de Whiteway (en) (Costwold, Gloucestershire) (1898) : objectif de culture autarcique, mais qui vit également de l’apport des membres qui vont travailler dans les usines extérieures à la communauté. Existe encore en 1928.
- Swadlicote (vers Burton-on-Trent). Mine de charbon autogérée, achetée grâce à Bruce Wallace et J. Theodore Harris.
- Whiteway colony (1898. Existe toujours ?). Idéologie anarchiste, non-violente, végétarienne, unions libres.
- Milieu libre de Starnthwaite, (1898).
- Dans les années 1920-1930, le mouvement décline. Il ne restera que des micros communautés puis, dans les années 1950, des « camps internationaux ».

#### Italie

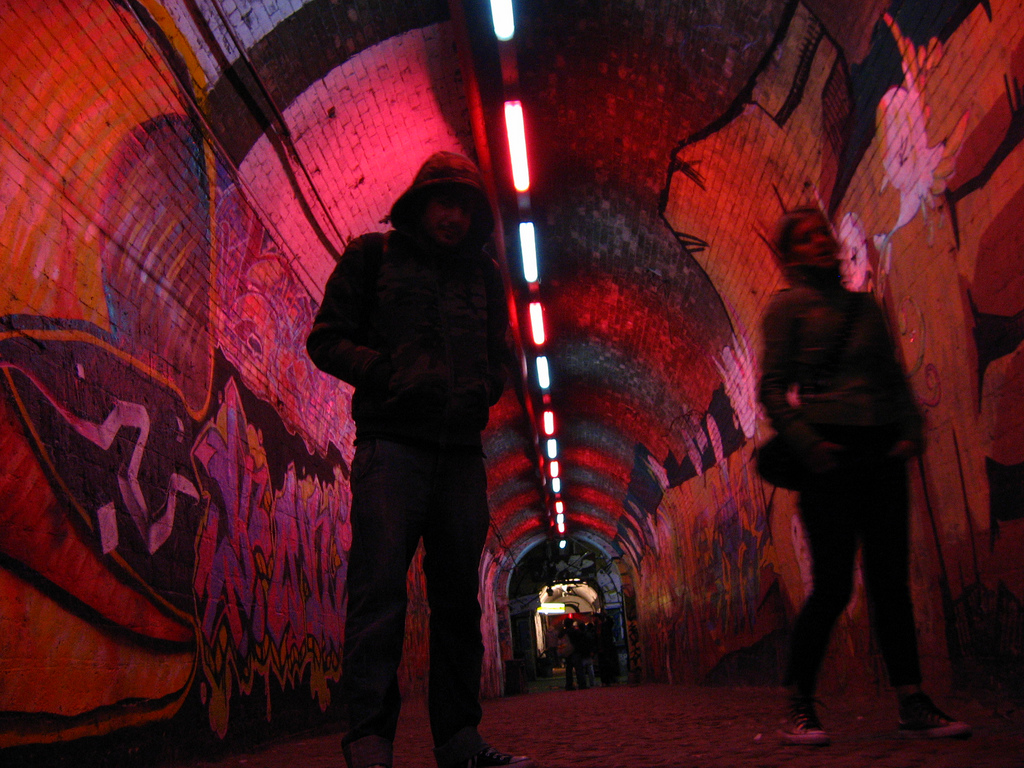
L'entrée du Forte prenestino à Rome en Italie.

- 1887-1890. La colonie de Cittadella, coopérative agricole et colonie libertaire créée par Giovanni Rossi à Stagno Lombardo, en Italie. Elle fut établie sur les terres (100 hectares) d'un philanthrope, Giuseppe Mori. L'échec de la communauté est surtout dû au refus du collectivisme par les paysans. Parti avant la fin de l'expérience, Rossi émigre en Amérique du sud, où il établit la colonie de La Cecilia.
- Comune agricola comunista libertaria « La Belle Verte » Casali di Poggio Nativo (Ri) Gruppo anarchico « Emma Goldman » Fai Rieti e Sabina

#### Pays-Bas
- 1898-1903, colonie Blaricum (Pays-Bas), tolstoïenne, détruite par ses voisins en 1903
- 1898, communauté de Walden (Pas-Bas)

#### Portugal

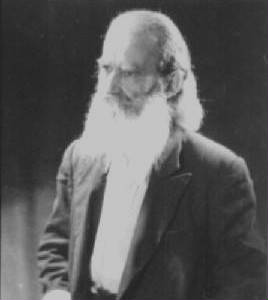
António Gonçalves Correia.

- 1917-1918. La Comuna da Luz (pt) (Commune des Lumières) est considérée comme la première communauté anarchiste créée au Portugal. Implantée à Valle de Santiago, dans le sud de l’Alentejo, elle est fondée par António Gonçalves Correia (pt) (1886-1967). La Commune réunit des cordonniers et leurs familles, soudés par un même esprit coopératif, partageant à parts égales le fruit de leur travail. Pour les enfants, une école est créée sur le modèle de l'Escuela moderna promue par Francisco Ferrer en Espagne[55].

#### Roumanie
- 1834-1835, phalanstère de Scâeni, fouriériste, communauté de 400 familles sur des terres prêtées par un jeune boyard, détruite par l'armée en 1835

#### Russie
- 1845-1847, phalanstère de Petrachevski (Saint-Pétersbourg), avec Mikhaïl Petrachevski (1821-1866)
- 1860, commune fouriériste de Sleptso

#### Suisse
- Communauté de Monte Verità, Ascona (Tessin, Suisse).
- Mouvements de la jeunesse en faveur de centres sociaux autogérés dans plusieurs villes à partir des années 1970.

## Citations
- « Nous vivons sans Dieu, sans patrie, sans maître, libres avec la sensation à chaque instant de vivre ce que nous souhaiterions avoir vécu. » - André Mounier, En communisme. La colonie libertaire d'Aiglemont, Aiglemont, impr. spéciale, 1906[56].

### Bibliographie

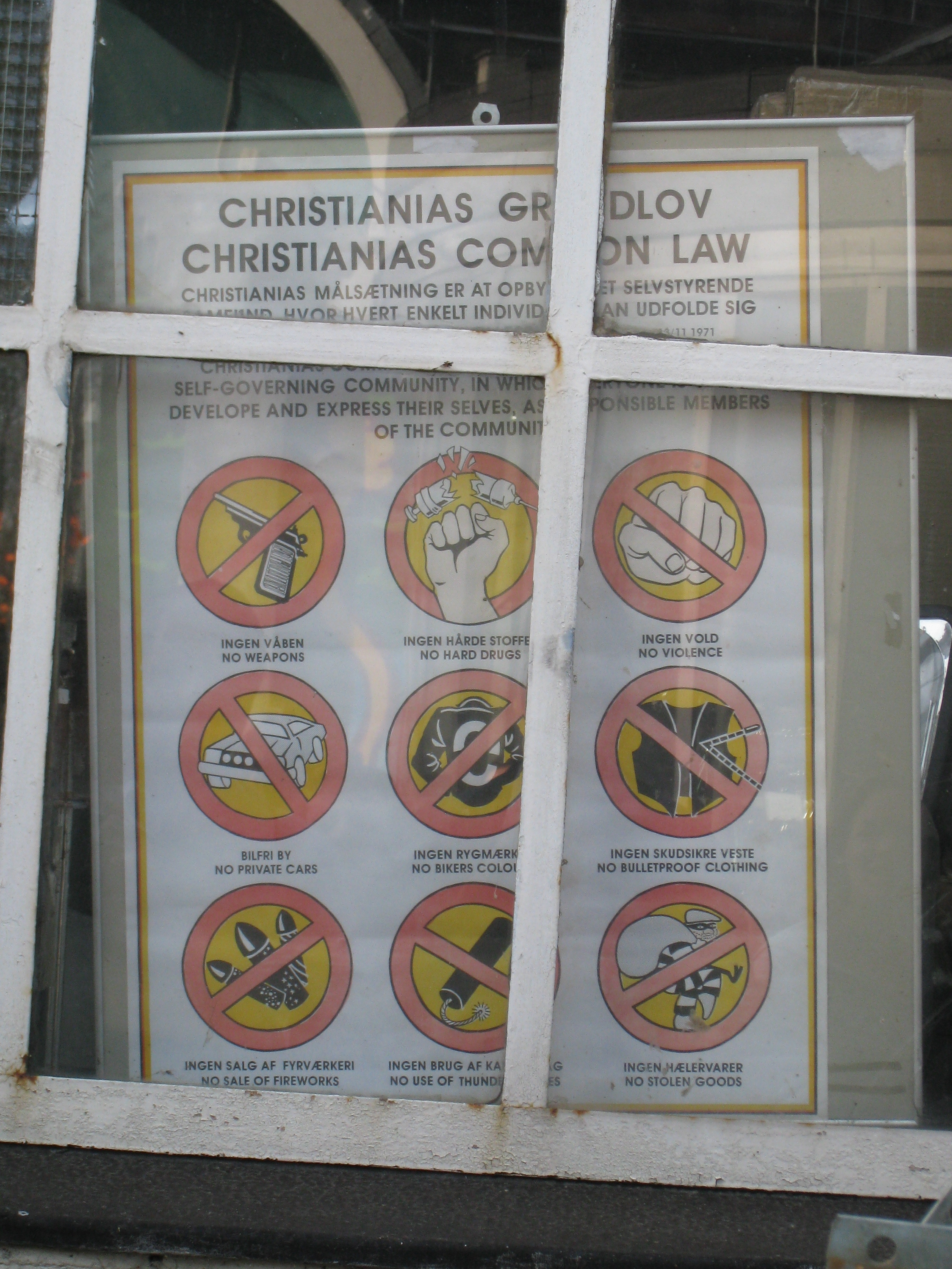
Les 9 lois de Christiania.

#### Textes théoriques
- Pierre Kropotkine, L'Entraide, un facteur de l'évolution, 1902.
- Charles Macdonald, L’ordre contre l’harmonie : anthropologie de l’anarchisme, Petra, 2018, présentation éditeur,  (ISBN 9782847432046), (OCLC 1029661460).

#### Travaux universitaires
- Jacques Gillen, Les activités en Belgique d’un anthropologue anarchiste : Eugène Gaspard Marin (1883-1969), Mémoire présenté sous la direction de Madame Anne Morelli en vue de l’obtention du titre de licencié en histoire contemporaine, Université libre de Bruxelles, Faculté de Philosophie et lettres, Année académique 1996-1997, lire en ligne.
- Christian Dupuy, Saint-Junien - Un bastion anarchiste en Haute-Vienne 1893-1923, Étude, Presses Universitaires Limoges, 227 pages, lire en ligne.
- Georges Ueberschlag, Françoise Muller, Éducation populaire : objectif d'hier et d'aujourd'hui, Presses universitaires de Lille, 1987, 300 p., lire en ligne.
- Justine Renaudon, La ferme du moulin de Larchat. Monographie d'un lieu de vie alternatif : une expérience libertaire de recherche d'autonomie, de solidarité et d'équité, Thèse sous la direction de Grégory Derville, Université du droit et de la santé, Université Lille II, 2010, notice.
- Renaud Violet, Régénération humaine et éducation libertaire. L’influence du néo-malthusianisme français sur les expériences pédagogiques libertaires avant 1914., mémoire de Maîtrise en Histoire Contemporaine, Université Strasbourg II, octobre 2002.
- Edward Sarboni, Des Communautés libertaires de 1968 à 1978 dans le Sud-Ouest, mémoire de maîtrise, dir. Antoine Prost, Danielle Tartakowsky, Paris, Université Paris 1, 1993. 2 vol. 258 p., notice Centre d'histoire du travail.

#### Bande dessinée
- Jean-Laurent Truc, L’Essai, Nicolas Debon a croisé la route de Fortuné Henry, Ligne claire, 7 mai 2015, lire en ligne.

### Documentaire vidéo
- Collectif AlterNaction, Autrement, Suisse, 75 min, mai 2002, notice, voir en ligne.

### Radio
- Jean Lebrun, Gaetano Manfredonia, Les anarchistes et l'écologie, La marche de l'histoire, France Inter, 16 février 2015, écouter en ligne.
- Sur les docks, Champ libre, L'anarchisme, une révolution permanente, France Culture, 12 octobre 2007, lire en ligne.

### Site internet
- Sur le site officiel de la municipalité d'Aiglemont, La colonie anarchiste, lire en ligne.